# Minnesota Multiphasic Personality Inventory
Il Minnesota Multiphasic Personality Inventory (MMPI), o chiamato anche Minnesota test o test Minnesota, è uno dei più diffusi test psicologici per valutare le principali caratteristiche della personalità. Esso è utilizzato sia in ambito psicologico che psichiatrico.
Benché l'MMPI nasca in un contesto clinico – grazie al fatto che esso può studiare caratteristiche sia normali sia patologiche di personalità – il suo utilizzo si è largamente diffuso anche in altri ambiti quali:
- la psicologia del lavoro (selezione del personale, valutazione di candidati nei concorsi, etc.);
- la psicologia giuridica (ambito peritale, consulenze sia di parte che di ufficio solitamente all'interno di batterie di test più ampie);
- l'orientamento[in che senso e di cosa?]

## Storia
La prima pubblicazione del test avvenne nel 1942 e fu curata dall'Ospedale dell'università del Minnesota, da cui prende il nome. Gli autori di questa prima edizione erano lo psicologo Starke R. Hathaway e il neuropsichiatra J. C. McKinley. L'MMPI nacque dall'esigenza dei due autori di avere a disposizione un test pratico ed efficace per elaborare diagnosi psichiatriche e per determinare la gravità del disturbo psicopatologico.
Per la costruzione del test i due autori hanno utilizzato un tipo di valutazione empirica: hanno prima elaborato circa mille affermazioni che poi, in un secondo momento, hanno presentato ad alcuni pazienti (ipocondriaci, depressi, isterici, paranoici, etc.) dell'Ospedale dell'Università del Minnesota e a soggetti appartenenti alla popolazione generale (visitatori, parenti o amici dei pazienti). Delle affermazioni iniziali sono stati selezionate quelle che erano in grado di discriminare il gruppo dei "normali" dal gruppo dei "patologici".
La prima versione del test consta di 566 affermazioni (denominate item) che compongono 4 scale di validità e 10 scale di base. Dopo quasi cinquant'anni di studi e ricerche durante i quali sono sviluppate molte decine di scale supplementari, nel 1989 viene presentata la nuova versione del test, denominata MMPI-2. Tale versione viene ulteriormente rivista nel 2001.
L'MMPI-2 è composto da 567 item a cui il candidato deve rispondere vero o falso a seconda se l'affermazione sia per lui prevalentemente vera o prevalentemente falsa. Il tempo impiegato mediamente per rispondere agli item va dai 60 ai 90 minuti. Questa seconda versione è arricchita con 3 nuove scale di validità, 6 scale cliniche supplementari e 15 scale di contenuto. Viene utilizzata anche una versione ridotta del test (composta dai primi 370 item del MMPI-2) parimenti valida ai fini diagnostici ed esiste una versione specifica per la valutazione degli adolescenti (denominata MMPI-A) di età compresa tra i 14 e i 18 anni. L'MMPI-A è composto da 478 item e include le stesse 13 scale sia dell'MMPI che dell'MMPI-2.

### Versione italiana
La versione italiana dell'MMPI-2 è stata curata da Paolo Pancheri e Saulo Sirigatti ed è stata pubblicata da Giunti O.S. (oggi Giunti Psychometrics) nel 1995. Il campione utilizzato per la standardizzazione italiana – avvenuta sempre nel 1995 – è stato di 1375 soggetti (403 maschi e 972 femmine).
Benché in Italia non esista una legislazione specifica sull'utilizzo dei test, il detentore italiano della licenza di distribuzione, rifacendosi ad un codice internazionale, prevede che la somministrazione del test avvenga ad opera di:
- psicologi in possesso di laurea quadriennale/quinquennale (vecchissimi e vecchi ordinamenti universitari)
- psicologi in possesso di laurea specialistica/magistrale (nuovi ordinamenti universitari)
- medici con specializzazione in neuropsichiatria infantile
- medici con specializzazione in psichiatria
- medici con specializzazione in psicologia clinica
- medici con specializzazione in psicoterapia

Il test è protetto da copyright come proprietà dell'Università del Minnesota: i somministratori, infatti, sono tenuti a pagare i relativi diritti ogni qualvolta lo utilizzano.

## Struttura dell'MMPI-2

### Scale di validità
Le scale di validità hanno lo scopo di valutare in quale misura il candidato ha compilato il questionario con sincerità e accuratezza:
- L: la scala L (Lie, Menzogna) è riferita ad alcune frasi i cui comportamenti illustrati per la quasi totalità delle persone sono veri o falsi; la situazione rappresentata è difficilmente reale, ma ideale. Per essere giudicati più positivamente, si preferisce quindi falsificare la risposta.
- F: la scala F (Frequency, Frequenza) indica la possibilità di esagerazione dei sintomi, che può essere dovuta a risposte casuali, simulazioni di malattia o desiderio di anticonformismo. Inoltre indica il momento da cui si inizia a dare risposte senza attenzione alle domande o per stanchezza o per scarso interesse.
- K: la scala K (Correction, Correzione) indica un atteggiamento di difesa nei confronti del questionario oppure una tendenza al non far trasparire alcuni problemi.
- Fb: la scala Fb (Frequency back, Frequenza posteriore) indica il mantenimento dell'attenzione durante la compilazione.
- VRIN: la scala VRIN (Variable Response Inconsistency, Incoerenza nelle risposte variabili) valuta la tendenza all'aver dato risposte non coerenti per dare un'immagine di sé non credibile.
- TRIN: la scala TRIN (True Response Inconsistency, Incoerenza nelle risposte "vero") valuta analoghe tendenze come la VRIN.
- ?: la scala ? (Cannot say, Non so) indica gli item cui non si è risposto[8] ed è considerata una scala impropria.

### Scale cliniche di base
Le scale di base hanno lo scopo di valutare le dimensioni più significative della personalità del candidato:
- Hs: la scala Hs (Hypocondrias, Ipocondria) indica la presenza di problemi fisici caratteristici degli ipocondriaci.
- D: la scala D (Depression, Depressione) indica la presenza di sintomi di tipo depressivo.
- Hy: la scala Hy (Hysteria, Isteria di conversione) indica la tendenza a somatizzare alcune emozioni e disagi di tipo psichico.
- Pd: la scala Pd (Psychopathic Deviate, Deviazione psicopatica) indica la carenza di controllo sulle risposte emotive e la capacità di interiorizzare le regole sociali.[9]
- Mf: la scala Mf (Masculinity-Femminility, Mascolinità-femminilità) indica l'insieme di tutti quegli aspetti (interessi, atteggiamenti, etc.) tendenzialmente mascolini o femminili.
- Pa: la scala Pa (Paranoia, Paranoia) indica sintomi di tipo paranoide (ideazioni deliranti, manie di grandezza, etc.)
- Pt: la scala Pt (Psychastenia, Psicastenia) indica i rituali fobici e i comportamenti di tipo ossessivo-compulsivo fino ad un'ideazione delirante.
- Sc: la scala Sc (Schizophrenia, Schizofrenia) indica esperienze di tipo insolito tipiche degli schizofrenici.
- Ma: la scala Ma (Hypomania, Mania) indica stati ipomaniacali (idee di grandezza, alto livello di attività, etc.).
- Si: la scala Si (Social Introversion, Introversione sociale) indica le difficoltà che il soggetto riscontra nei rapporti con gli altri.

### Scale supplementari
Le scale supplementari approfondiscono temi propri alle scale di base:
- A: la scala A (Ansia) indica il livello di stress o di disagio provato dal candidato.
- R: la scala R (Repressione) indica il livello di sottomissione e di convenzionalità.
- Es: la scala Es (Forza dell'Io) indica la capacità del soggetto di trarre vantaggio dal trattamento psicoterapeutico.
- MAC-R: la scala MAC-R (Alcolismo di MacAndrew corretta) indica la presenza di problemi legati all'alcolismo e, più in generale, alla tossicodipendenza.
- O-H: la scala O-H (Ostilità ipercontrollata) indica la capacità di gestione della frustrazione.
- Do: la scala Do (Leadership) indica la tendenza ad assumere ruoli di controllo nelle relazioni sociali.
- Re: la scala Re (Responsabilità sociale) indica la percezione del candidato di responsabilità sociale.
- Mt: la scala Mt (Disadattamento scolastico) indica il livello di adattamento emotivo degli studenti.
- Gm: la scala Gm (Ruolo maschile) indica la percezione del ruolo sessuale.
- Gf: la scala Gf (Ruolo femminile) indica la percezione del ruolo sessuale.
- Pk: la scala Pk (Stress post-traumatico di Keane) indica la presenza di un disturbo da stress post-traumatico.
- Ps: la scala Ps (Stress post-traumatico) indica la presenza di sintomi collegabili ad un disturbo da stress post-traumatico.
- MDS: la scala MDS (Disagio coniugale) indica la presenza di contrasti di rilievo nella relazione di coppia.
- APS: la scala APS (Tossicodipendenza potenziale) indica la potenzialità di sviluppare dipendenza da sostanze.
- AAS: la scala AAS (Tossicodipendenza ammessa) indica, appunto, l'ammissione di tossicodipendenza.

### Scale di contenuto
Le scale di contenuto approfondiscono diverse variabili della personalità:
- Anx: la scala Anx (Anxiety, Ansia) indica la presenza di sintomi ansiosi (somatizzazioni, difficoltà del sonno, problemi di concentrazione, etc.).
- Frs: la scala Frs (Fears, Paure) indica la presenza di fobie.
- Obs: la scala Obs (Obsessiveness, Ossessività) indica la presenza di comportamenti ossessivi.
- Dep: la scala Dep (Depression, Depressione) indica la presenza di pensieri depressivi.
- Hea: la scala Hea (Health Concerns, Salute) indica la presenza di un'eccessiva preoccupazione per la propria salute fisica.
- Biz: la scala Biz (Bizarre Mentation, Ideazione bizzarra) indica i processi di pensiero di tipo psicotico.
- Ang: la scala Ang (Anger, Rabbia) indica problemi di controllo della rabbia.
- Cyn: la scala Cyn (Cynicism, Cinismo) rileva le convinzioni misantropiche del candidato.
- Asp: la scala Asp (Antisocial Practices, Comportamento antisociale) indica soggetti che in passato hanno avuto comportamenti antisociali.
- Tpa: la scala Tpa (Type A, Tipo A) indica i soggetti di tipo A (ipermotivati, centrati sul lavoro, irritabili).
- Lse: la scala Lse (Low Self-Esteem, Bassa autostima) indica i soggetti con una bassa opinione di sé.
- Sod: la scala Sod (Social Discomfort, Disagio sociale) misura il disagio a stare in gruppo.
- Fam: la scala Fam (Family Problems, Problemi familiari) segnala la presenza di conflitti familiari.
- Wrk: la scala Wrk (Work Interference, Problemi lavorativi) segnala la presenza di conflitti sul lavoro.
- Trt: la scala Trt (Negative Treatment Indicators, Indicatori di difficoltà di trattamento) indica gli atteggiamenti negativi del soggetto verso i trattamenti di salute mentale.